# Lessebo Station
Lessebo Station er en jernbanestation i Lessebo, Sverige.
Fra Lessebo Station kører der Øresundstog, regionaltog og busser
| Jernbane | Spire Denne jernbaneartikel er en spire som bør udbygges. Du er velkommen til at hjælpe Wikipedia ved at udvide den. |

56°45′01″N 15°15′31″Ø / 56.75032°N 15.25856°Ø